# Флаша, Эжен
Эже́н Флаша́ (фр. Eugène Flachat; 1802 год, Ним — 16 июня 1873 года, Аркашон) — французский инженер, пионер железнодорожного дела во Франции.
Имя Эжена Флаша указано на Эйфелевой башне в числе 72 имён наиболее выдающихся французских учёных и инженеров XVIII—XIX веков.

## Биография
Родился в Ниме, образование и воспитание получил под руководством своего старшего брата Стефана, с которым вместе в 1823—30 гг. разрабатывал проект плана канала между Гавром и Парижем. Затем изучал в Англии устройство доков.
По возвращении во Францию стал заниматься железнодорожным делом, и до 1851 года был старшим инженером на Восточной железной дороге, а затем — начальником инженеров и совещательным членом на Южной железной дороге.
Флаша основал:
- в 1841 году общество инженеров,
- в 1844 г. конференцию инженеров путей сообщения (железнодорожных),
- в 1848 г. — конференцию гражданских инженеров.

## Труды
- «Etablissements commerciaux, Docks de Londres, Entre pôts de Paris» (1836);
- «Rapport sur le canal du Rhône au Rhin» (1840);
- «Les chemins de fer en 1862 et 1863» (1863);
- «Traité de la fabrication du fer» (в сотрудничестве с другими, 3 т. и атлас, Париж, 1842—46);
- «Mémoire sur les travaux de l’isthme de Suez» (П., 1865);
- «Navigation à vapeur transocéanienne» (2 т., там же, 1866) и др.